# 广东饮料厂旧址
广东饮料厂旧址，是廣州市文物保護單位之一，位於中國廣東省廣州市荔灣區西村街西增路63號。饮料厂建於1934年，是華南地區首家啤酒廠、當時最大的啤酒生產企業，在抗日戰爭前每年生產1,088噸啤酒、累計生產了4萬多份瓶裝汽水；後來，饮料厂因侵華日軍轟炸廣州而停產，其後被日軍佔用。飲料廠在戰後恢復生產，隨着時移世易而發展為廣州啤酒廠；原有的廠房在2008年停產搬遷，並已經進行改造，不再復現，僅存三棟樓房。2008年，舊址現存的三棟樓房列入第七批廣州市文物保護單位。

## 歷史

### 設立和發展
广东饮料厂建於1934年，专门生产啤酒，是华南地区首家啤酒厂、當時最大的啤酒生产企业，总投资额为102.16万法币。饮料厂用作生产啤酒和汽水的设备主要進口自捷克，其中汽水生产线在1937年夏季建成投产。在抗日戰爭爆發前，饮料厂每年生產1,088吨啤酒，累計生產了4万多支瓶装汽水。
抗战爆发後，广州多次遭受侵華日軍轰炸，广东饮料厂因而停产疏散。1938年10月，侵華日軍侵佔广州，並佔用广东饮料厂，把饮料厂更名為「大日本麦酒株式会社广东工场」，交由日本麦酒株式会社经营；日本运来了生产设备，在厂內建設一個每月生产4万瓶汽水的车间，出產的汽水用作供日軍兵員飲用。日本在1945年8月投降後，政府於同年10月派員接收广东饮料厂；饮料厂於11月恢复生产，12月易名為「广东实业股份有限公司广州饮料厂」。1946年，饮料厂改组，易名为「广东实业有限公司广州饮料厂」。

### 保護和開發
隨着時移世易，饮料厂其後發展為广州啤酒厂，原有的厂房在2008年停产搬迁，並已经進行改造，不再復現；旧址餘下三栋小楼房，曾先後出租予广州生力啤酒有限公司和奥益物业有限公司，後來筹備興建创意园，有设计公司进驻。
广东饮料厂旧址在广州第四次文物普查中被发现，並在2005年9月列入广州市登记保护文物单位。2008年，旧址现存的三栋楼房列入了第七批广州市文物保护单位。旧址計劃改造為「广东工业遗址博物馆」。

## 結構
广东饮料厂旧址原本的厂区面积為6,448平方米，後來擴展至5万多平方米。
旧址现存三栋楼房，它們均樓高二层，分別位於办公楼正面左侧、办公楼正面、厂区入口处右侧；三栋楼房都採用以绿琉璃瓦蓋成的歇山式屋頂，外墙為红砖墙，以混凝土築成。其中一栋楼房的外墙鋪上了瓷砖，蓋頂的绿琉璃瓦亦不見了。
旧址還有一面以花岗石砌成的奠基石碑，在2001年迁移至厂区入口处，並嵌上碑框；石碑高77厘米、宽60厘米、高1米多，上面刻有祥云图案、以及「广东饮料厂奠基、中华民国二十三年十二月，林云陔，何启澧」字樣。